# Eupithecia interrubrescens
Eupithecia interrubrescens är en fjärilsart som beskrevs av George Francis Hampson 1902. Eupithecia interrubrescens ingår i släktet Eupithecia och familjen mätare. Inga underarter finns listade i Catalogue of Life.